# كارل ويمان
كارل ويمان (بالإنجليزية: Carl Wieman) فيزيائي أمريكي، حصل على جائزة نوبل للفيزياء عام 2001 عن «تكثيف سائل بوزا-أينشتاين في الغازات ذات التركيز المخفف من ذرات العناصر القلوية.» وعن مجهوداته في دراسة خواص السوائل المكثفة. وقد اشترك معه في نيل جائزة نوبل العالمان إيريك ألين كورنيل وولفجانج كيترلي.
ولد كارل ويمان  في 26 مارس 1951 بمدينة كورفاليس بولاية أوريغون ب الولايات المتحدة الأمريكية.

## روابط خارجية
- كارل ويمان على موقع الموسوعة البريطانية (الإنجليزية)
- كارل ويمان على موقع مونزينجر (الألمانية)
- كارل ويمان على موقع إن إن دي بي (الإنجليزية)